# 10,5 cm leFH 18
El 10,5 cm leFH 18 (leichte Feldhaubitze "obús lleuger de campanya") era un obús lleuger alemany de 105 mm utilitzat a la Segona Guerra Mundial i la peça d'artilleria estàndard de la Wehrmacht, adoptat per al servei el 1935 i utilitzat per totes les divisions i batallons d'artilleria.
Dissenyat a finals de la dècada de 1920, va representar un gran avenç respecte al seu predecessor el 10,5 cm leFH 16. Era superior en calibre als seus primers oponents a la guerra, amb un abast i una potència de foc adequats, però la moderna curenya dividida que li proporcionava més estabilitat i camp de tir en travessa també el feien massa pesat per a un paper mòbil en els batallons d'artilleria de l'exèrcit alemany, en gran part estirats per cavalls, especialment al fang i la neu del front oriental.
El leFH 18 es va desenvolupar posteriorment com a leFH 18M i leFH 18/40. A partir de 1942, es van crear versions autopropulsades instal·lant l'obús en un xassís de Panzer II, H35, Char B1 o 37L. També es va utilitzar per equipar aliats alemanys i països neutrals a Europa abans i durant la guerra.

## Història

### Desenvolupament
Durant la dècada de 1920, el Reichswehr va dur a terme anàlisis que indicaven que el projectil de 105 mm era més efectiu que un equivalent de 75 mm, sense un augment important del cost. L'1 de juny de 1927, l'Oficina d'Armament de l'Exèrcit (Heereswaffenamt) va emetre el Comandament Secret Núm. 59/27, demanant el desenvolupament d'un nou obús de campanya lleuger. Al projecte se li va assignar el Nivell de Prioritat II, "Projecte altament important". Rheinmetall-Borsig de Düsseldorf va elaborar els plànols i va fer els càlculs inicials el 1928. El treball de disseny es va acabar el 1930, i la producció va començar a principis dels anys trenta.

### Producció
A l'esclat de la Segona Guerra Mundial, la Wehrmacht tenia 4.862 obusos leFH 18. Els lliuraments de setembre de 1939 a febrer de 1945 van ser de 6.933 "leFH 18 en curenya de rodes". Rheinmetall i Krupp van ser els fabricants inicials, però el 1942 la demanda superava la producció, així que van traslladar tota la producció a sis empreses a Pilsen, Altona, Elbing, Magdeburg, Dortmund i Borsigwalde.L'any 1943, l'obús va costar de mitjana 16.400 RM, 6 mesos i 3.200 hores de fabricació.

## Disseny
El leFH 18 era millor en la majoria de les àrees respecte al seu predecessor, el leFH 16 de 10,5 cm. Una curenya de tres punts completament nova va proporcionar més estabilitat i va augmentar el tir en traversa fins a 56 graus. El mecanisme de punteria feia més fàcil disparar als objectius en moviment. La nova curenya va provocar un augment important del pes a més de dues tones. El retrocés més fort per la velocitat de boca més alta de 470 m/s va ser contrarestada per un nou recuperador pneumàtic sobre el canó, ple d'aire comprimit i líquid a 55 °C per tornar l'arma a la posició de tir després de disparar. Un fre de canó que contenia una camisa d'aigua i un equalitzador de fluids a la part superior de la curenya també amortia el retrocés. L'escut de l'arma era un escut reforçat i cònic amb els costats aplanats que es podia plegar cap avall. El canó tenia una vida útil de 10.000 a 12.000 trets.[7] L'obús podia disparar 28 tipus diferents d'obusos. L'obús principal d'alt explosiu era gairebé un quilo més lleuger i contenia una càrrega explosiva més pesant. El leFH va demostrar un disseny adaptable, amb un total de 28 variants diferents fabricades.
Un dels problemes amb el disseny del leFH 18 va ser que era bastant pesat per a un canó de la seva classe. Això va ser perquè estava dissenyat per tenir una construcció sòlida, la qual cosa augmentava el pes. Això no es va veure com una problema en aquell moment, ja que es va suposar que hi hauria un subministrament adequat de vehicles de motor per remolcar-lo.
Les rodes de radis de fusta de pre-producció es van substituir a partir de 1936 per rodes amb llantes de metall lleuger més duradores i pneumàtics extraïbles que van fer que l'obús fos més fàcil de remolcar. La versió motoritzada estava equipada amb pneumàtics de cautxú sòlid més amples. Una combinació de rodes de fusta i pneumàtics de goma també va ser freqüent. Cap al final de la guerra, per manca de recursos, fins i tot es van utilitzar rodes de fusta més antigues del leFH 16. L'obús va ser dissenyat des del principi per ser transportat a cavall o en vehicle de motor. El gran pes va fer difícil el transport per cavalls, especialment al fang i la neu del front oriental. La versió motoritzada es remolcava directament sense un armó d'artilleria a un Sd.Kfz. 6 o un Sd.Kfz. 11 i podria aconseguir fàcilment una velocitat de marxa de 40 km/h, equivalent a la marxa d'un dia amb una bateria estirada per cavalls. Encara que el Sd.Kfz. 6 estava pensat com el transport principal per a l'obús, el Sd.Kfz. 11 més lleuger també podria remolcar-lo. Una bateria motoritzada leFH 18 tenia un radi d'acció 10 vegades més gran que una de estirada per cavalls i requeria 49 artillers menys de personal.

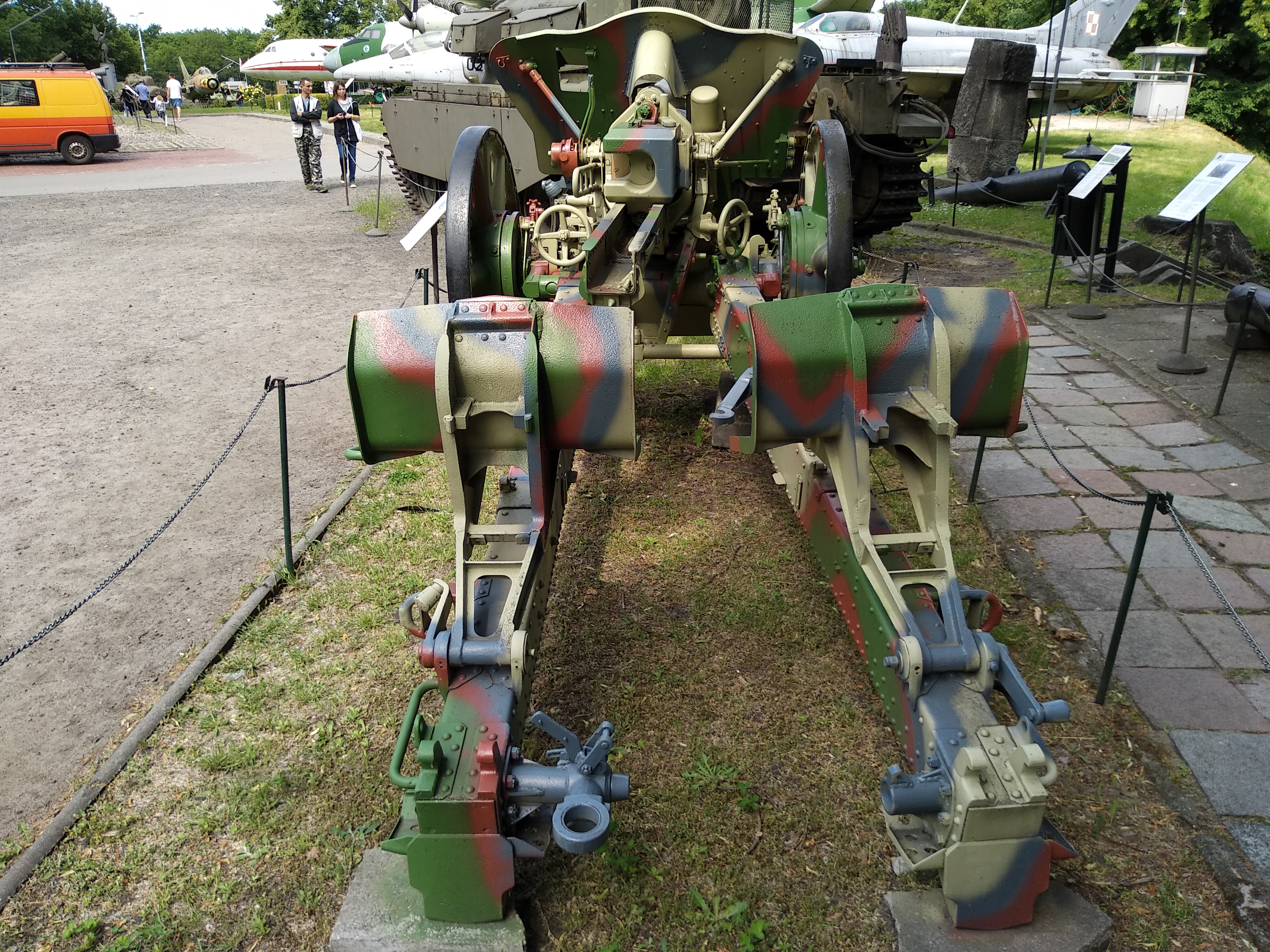
Vista posterior del LeFH 18
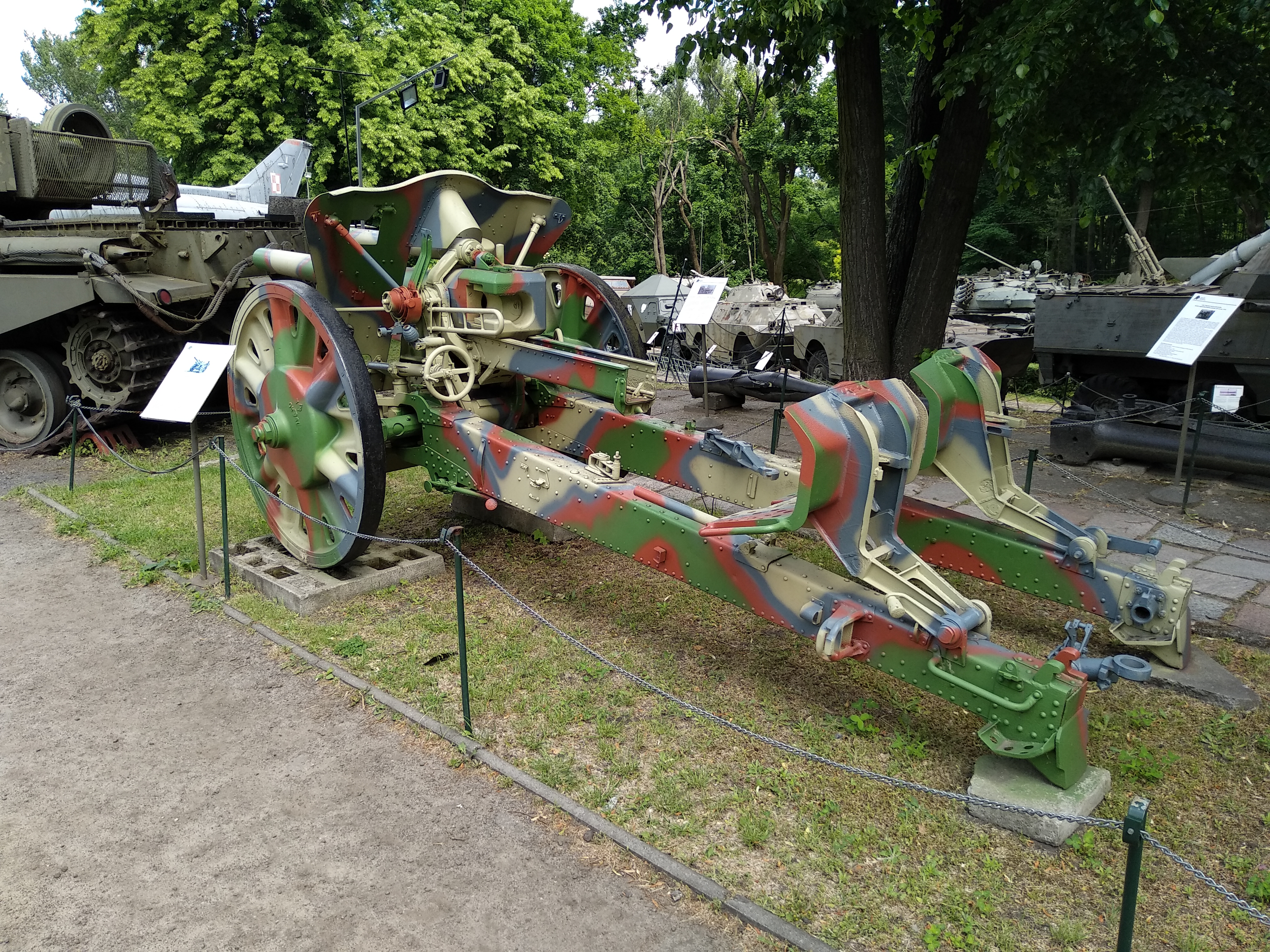
Vista lateral esquerra del LeFH 18
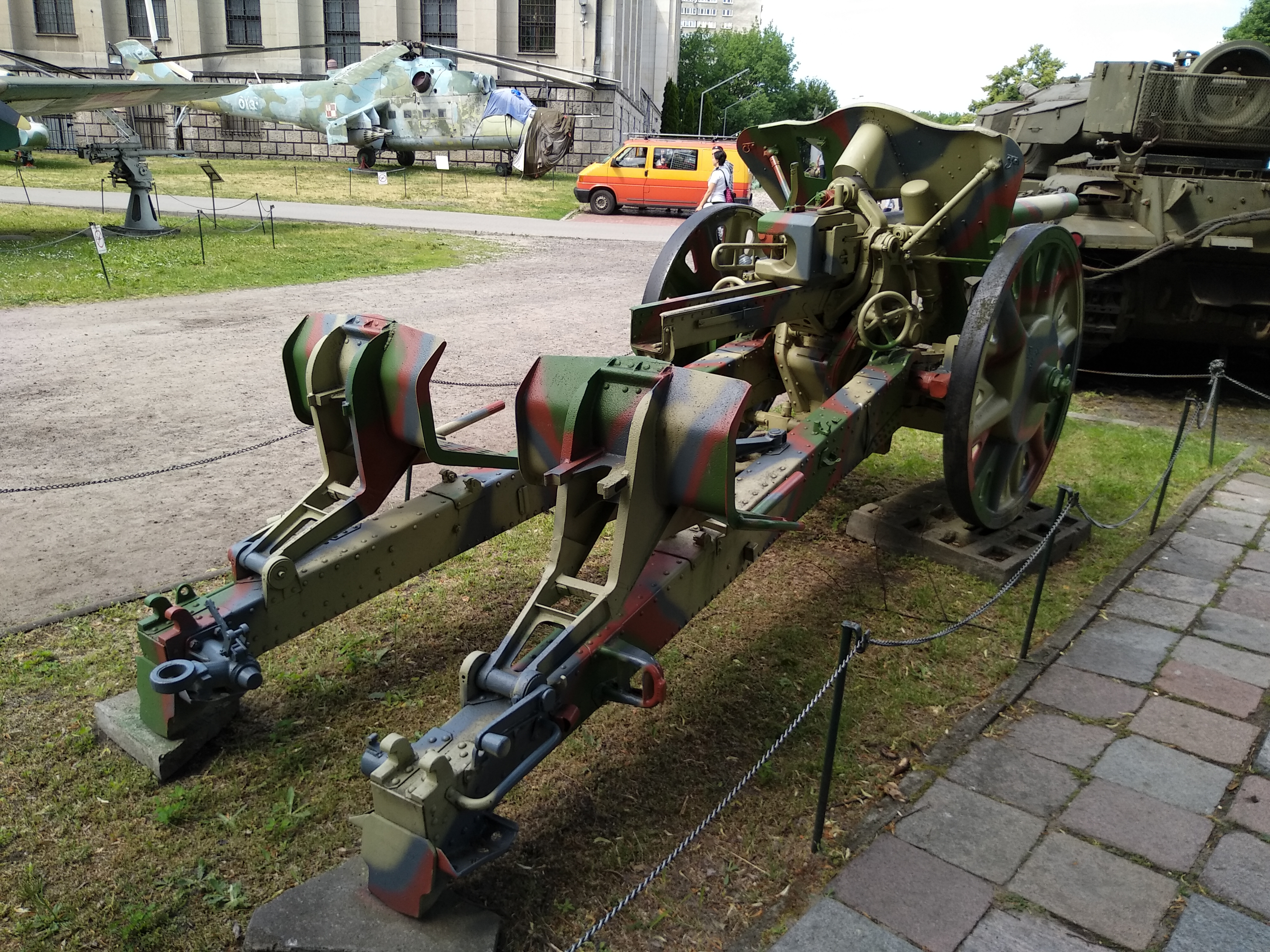
Vista lateral dreta del LeFH 18

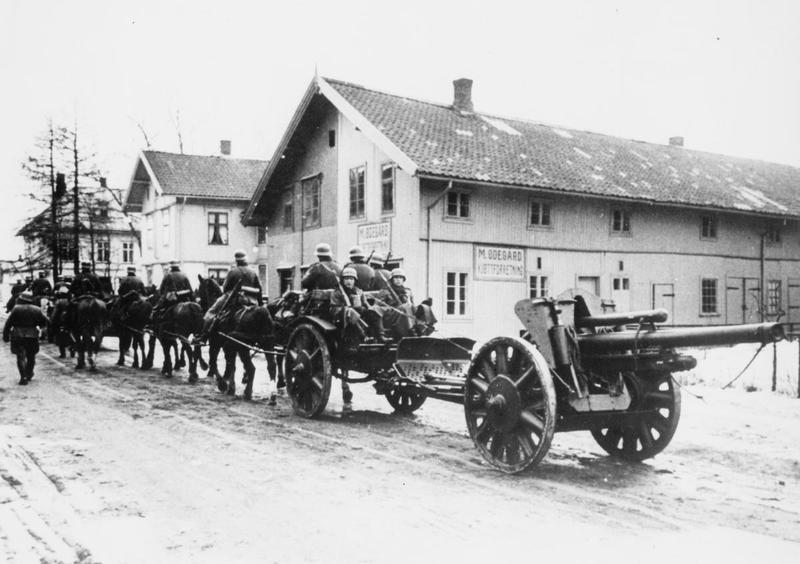
Un leFH 18 amb un tir de cavalls durant la invasió de Noruega.
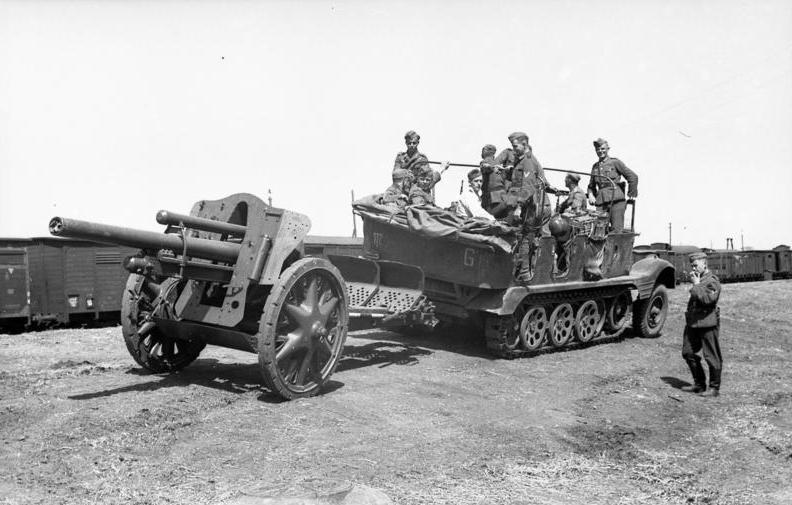
Un leFH 18 remolcat per un Sd.Kfz. 11 a Vorónezh, Unió Soviètica.
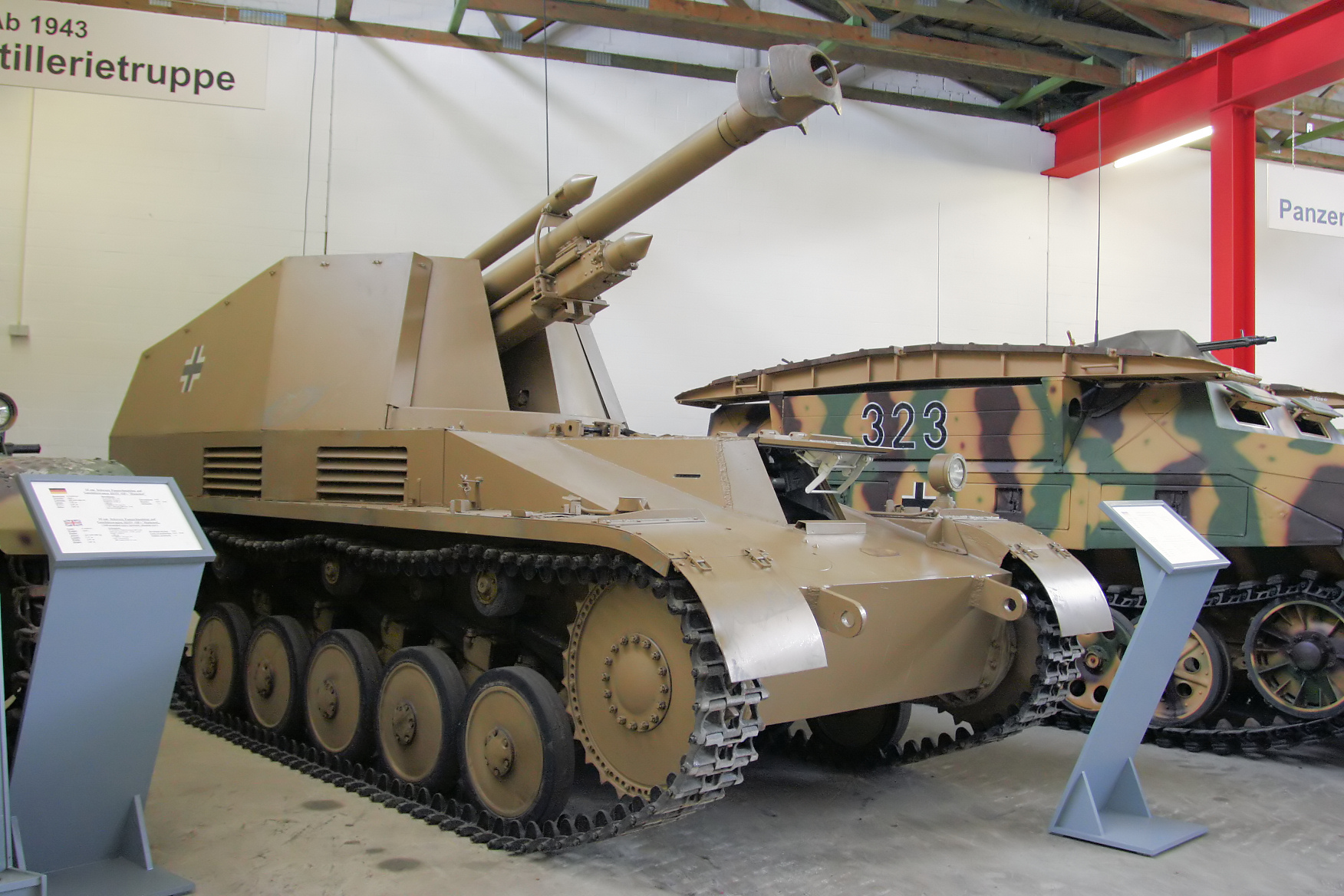
Un obús autopropulsat SdKfz 124 Wespe, equipat amb un leFH 18, al Deutsches Panzermuseum de Muster, Alemanya.

## Servei

### Alemanya

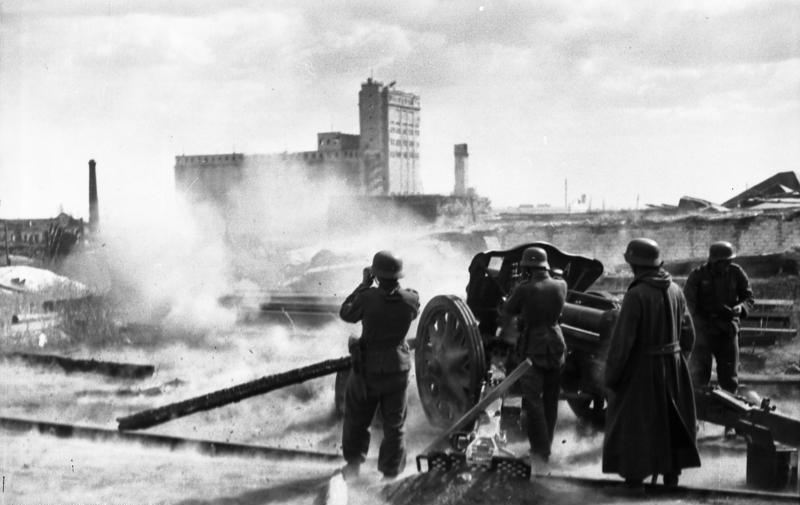
Un LeFH 18 en una missió de tir a Stalingrad, 1942

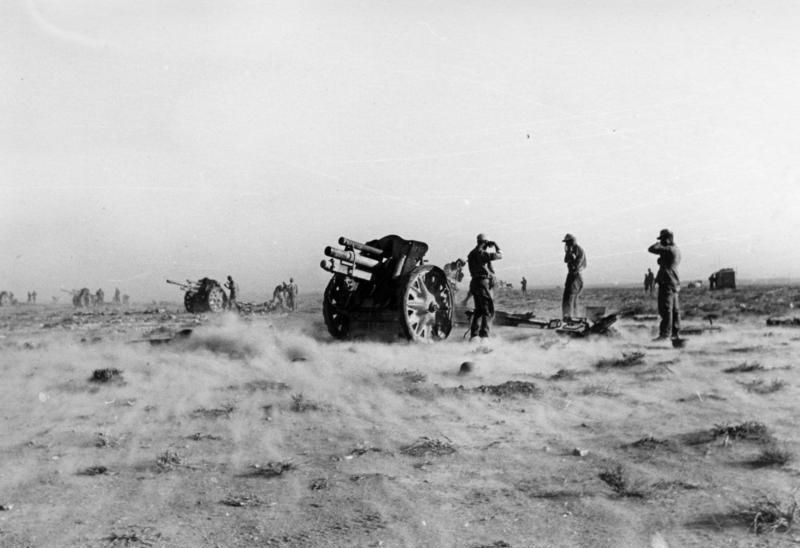
Una bateria de LeFH 18 en posició de tir al Nord d'Àfrica, Juny 1942

Després de les proves, l'obús de campanya va ser introduït oficialment al servei de la Wehrmacht el 26 de juliol de 1935 i va substituir el leFH 16 en batallons d'artilleria a partir de 1937. Les unitats operatives importants, com les Divisions Panzer, van rebre prioritat en el reequipament. Es va convertir en l'obús de camp divisional estàndard utilitzat per la Wehrmacht durant la Segona Guerra Mundial. Hi havia un total de 1.023 batallons d'artilleria de camp lleuger tirats per cavalls a la Wehrmacht i 62 batallons d'artilleria lleugera motoritzada a les divisions Panzer i Panzergrenadier, així com l'artilleria del OKH (Cuarter General de l'Exèrcit) El leFH 18 tenia un calibre superior en comparació amb els seus oponents al començament de la guerra i va funcionar bé com a suport de les divisions panzer.
Tot i que no s'hi adaptava idealment, l'obús podria, en les circumstàncies adequades, ser eficaç en el combat antitanc, especialment a la campanya nord-africana, on les bateries motoritzades del 33è Regiment d'Artilleria de la 15a Divisió Panzer van tenir un paper important en la derrota dels blindats britànics a Sidi Rezegh el 23 de novembre de 1941 durant l'Operació Crusader. Al front oriental, els obusos de campanya lleugers van tenir menys èxit en el paper antitanc.
Durant el contraatac soviètic en la batalla de Moscou, els vehicles d'artilleria tirats per cavalls alemanys en retirada sovint van haver de ser abandonats a causa de les fortes neus i l'esgotament. L'experiència del primer hivern va comportar l'ús de cavalls de tir més grans i dur més farratge carregat a l'armó d'artilleria. Les tripulacions van haver de caminar a peu per salvar els pesats cavalls que s'esgotaven fàcilment. El desig de crear una curenya més lleugera que no dificultés la mobilitat en una mesura tan dràstica va portar directament al desenvolupament del leFH 18/40.

### Altres usuaris
Abans de 1938 el leFH 18 s'exportava a Hongria i Espanya. 53 es van exportar a Finlàndia entre febrer i març de 1944, on es coneixien com 105 H 33. 166 leFH es van exportar a Bulgària el 1943 i 1944 Suècia va comprar 142 obusos leFH 18 d'Alemanya entre 1939. i 1942, designant-lo Haubits m/39. Va ser donat de baixa del servei suec el 1982. Noruega, Portugal i Eslovàquia també van comprar l'obús. A més, 32 s'havien d'exportar a Estònia entre desembre de 1940 i juny de 1941, però a causa de l'esclat de la Segona Guerra Mundial, les ordres no es van complir.